# Перхлорат аммония
Перхлора́т аммо́ния — химическое соединение NH4ClO4. Аммониевая соль хлорной кислоты.
Как и другие перхлораты, является сильным окислителем.
Применяется в качестве окислителя в твёрдых ракетных топливах и компонентах взрывчатых веществ.

## Физические свойства
Бесцветные кристаллы, при нормальных условиях кристаллизуется в ромбоэдрической форме. Плотность 1,95 г/см³. Выше 125 °C устойчива кубическая модификация. Хорошо растворим в воде — 20 г в 100 г воды при 25 °C.
При нагревании свыше 150 °C начинается разложение по автокаталитическому механизму, причем реакция самоподдерживающаяся экзотермическая, иногда такое разложение называют «горением перхлората аммония», такое слоистое горение происходит в чистом перхлорате аммония без добавок восстановителей.
Реакция завершается после распада примерно 30 % вещества, оставшаяся часть теряет способность к автокаталитическому разложению. Для восстановления свойств разложения остаток нужно перекристаллизовать. При нагреве свыше 600 °C разложение происходит до конца и не автокаталитически. Сильный нагрев может привести к взрыву.

## Химические свойства
Реакция разложения происходит при 200°C:
{\displaystyle {\ce {4NH4ClO4 -> 2Cl2 ^ + 3O2 ^ + 8H2O ^ + 2N2O ^}}}
При температуре выше 300 °C разложение протекает так:
{\displaystyle {\ce {2NH4ClO4 -> Cl2 ^ + O2 ^ + 4H2O ^ + 2NO ^}}}

## Получение
В лабораторных условиях получают из хлорной кислоты и гидрокарбоната аммония:
{\displaystyle {\ce {HClO4 + NH4HCO3 -> NH4ClO4 + CO2 + H2O}}}.
В промышленности получают обменной реакцией между перхлоратом натрия {\displaystyle {\ce {NaClO4}}} и растворимой солью аммония, например, хлорида аммония {\displaystyle {\ce {NH4Cl}}} или сульфата аммония {\displaystyle {\ce {(NH4)2SO4}}} или карбоната аммония {\displaystyle {\ce {(NH4)2CO3}}}:
{\displaystyle {\ce {NaClO4 + NH4Cl -> NH4ClO4 + NaCl}}}.
Разделение смеси солей облегчается сильным различием в растворимости перхлората аммония и реагентов и побочного продукта — хлорида натрия.

## Применение
Как и другие перхлораты, является сильным окислителем, что определяет его применение:
- в составе твёрдых ракетных топлив[3];
- в составе взрывчатых веществ;
- в составе пиротехнических смесей.

## Безопасность
Перхлорат аммония слаботоксичен, LD50 для крыс около 2—4 г/кг, но имеются сведения, что хроническое отравление веществом неблагоприятно воздействует на щитовидную железу, вытесняя биогенный иод.
Производство перхлората аммония является опасным.
4 мая 1988 в городе Хендерсон, штат Невада в США на заводе компании «PEPCON» (Pacific Engineering Production Company of Nevada) по производству перхлората аммония произошёл пожар и серия мощных взрывов, в котором погибли 2 и пострадали примерно 372 человека. Убытки оценивались более чем в 100 млн. долларов. Крупнейший взрыв был зафиксирован сейсмической станцией в Калифорнии как землетрясение силой до 3,5 баллов по шкале Рихтера. Причиной стали сварочные работы на складах предприятия, где хранилось более 4 тысяч тонн перхлората аммония.
Перхлорат аммония входит в состав многих твёрдых ракетных топлив, при горении которых образуется большое количество вредных и опасных для человека веществ: соединения хлора, оксиды азота, диоксины.